# ویروس‌شناسی

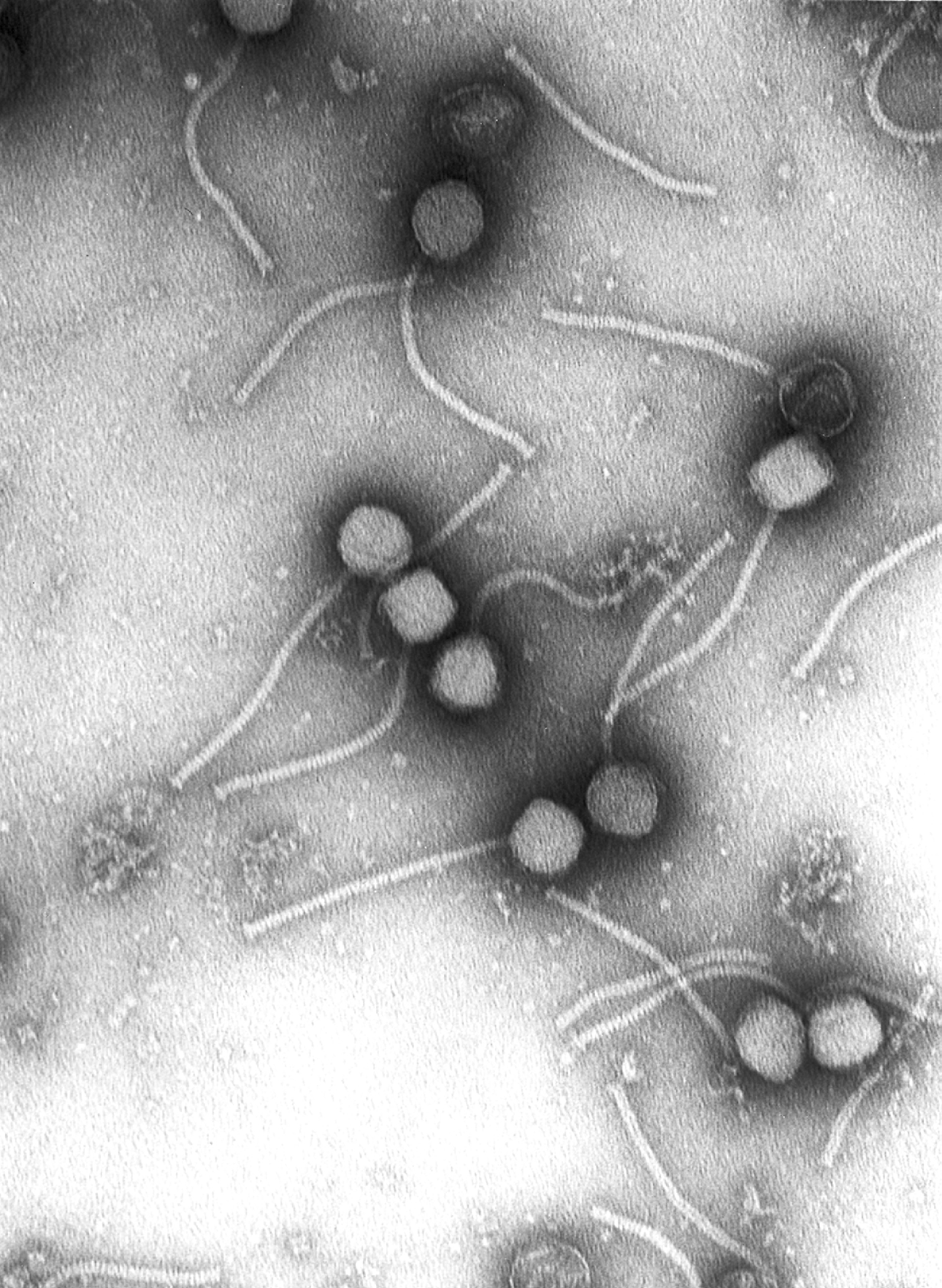
گاما فاژ، نمونه‌ای از یک ویروس

ویروس‌شناسی (به انگلیسی Virology) شاخه‌ای از میکروبیولوژی است. علم ویروس‌شناسی یعنی مطالعه ویروس‌ها یا ذراتی بسیار ریز و غیر میکروسکوپی. ویروس‌ها انگل‌های داخل سلولی بوده در مواد ژنتیکی آن‌ها در پوششی پروتئینی جای دارند. آنهارا از لحاظ ساختارشان، طبقه‌بندی و تکامل، عفونی کردن و تخریب سلول میزبان، تعامل با ارگانیسم میزبان و سیستم ایمنی آن بیماری‌هایی که ایجاد می‌کنند. تکنیک‌های جداسازی و کشت آن‌ها و استفاده آن‌ها در مطالعات تحقیقاتی و درمان، مورد مطالعه قرار می‌دهند. ویروس‌شناسی در دو زیر شاخه میکروبیولوژی و پزشکی مورد مطالعه قرار می‌گیرد.

## تاریخچه

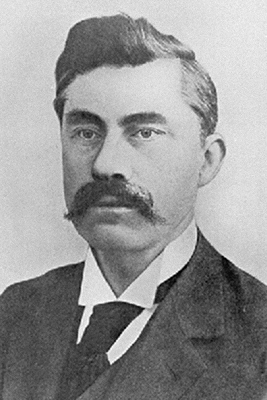
مارتینیوس بیچرنیک

علم ویروس‌شناسی، پس از استفاده از واکسن آبله به وسیله ادوارد جنر (۱۷۹۸)، تهیه واکسن علیه بیماری هاری به وسیلهٔ پاستور (۱۸۸۴) و انتقال بیماری موزائیک توتون از گیاه آلوده به گیاه سالم توسط مایر در سال ۱۸۸۶ آغاز شده‌است. در سال ۱۸۹۲ ایوانوسکی، اثبات کرد که عامل مولد بیماری موزائیک توتون از صافی‌های بسیار ریز نگهدارنده باکتری عبور می‌کند؛ ولی چندان به مهم بودن این مسئله پی نبرد. تا این که بیچرنیک (۱۸۹۸) دانشمند هلندی که پدر ویروس‌شناسی نامیده شده‌است ادعا کرد که عامل بیماری موزائیک توتون، باکتری نیست و عامل مسری دیگری است. استنلی در سال ۱۹۳۵ با استفاده از روش‌های جدید خالص کردن، پروتئین‌ها، ویروس را خالص کرد و به خاطر این خدمتی که انجام داد، موفق به دریافت جایزه نوبل شد.

## صفات عمومی ویروس‌ها
ویروس‌ها عواملی هستند که واجد یک نوع اسید نوکلئیک هستند. دارای پوشش پروتئینی در اطراف اسید نوکلئیک می‌باشند. در درون سلول‌های زنده با بکار گرفتن ماشین سنتزی سلول میزبان تکثیر پیدا می‌کنند و اسید نوکلئیک ویروسی را به سایر سلول‌ها منتقل می‌سازند. چون ویروس‌ها فاقد آنزیم‌های لازم برای متابولیسم هستند، لذا برای تکثیر یافتن بایستی از ماشین متابولیکی سلول میزبان استفاده نمایند. این کیفیت از نظر پزشکی جهت پیدا کردن داروهای ضد ویروسی بسیار اهمیت دارد. زیرا اکثر داروهایی که تکثیر ویروس‌ها را متوقف می‌سازند، بر اعمال سلول میزبان نیز اثر می‌گذارند؛ ولی وجود لیپیدها در سطح خارجی برخی از ویروس‌ها آن‌ها را در برابر حلال‌های لیپیدها نظیر اتر، آسیب‌پذیر می‌سازد.

## ساختار و رده‌بندی ویروس‌ها
شاخه اصلی ویروس‌شناسی طبقه‌بندی آن‌ها می‌باشد. ویروس‌ها را می‌توان بر اساس سلول‌های میزبانی که آلوده می‌کنند طبقه‌بندی کرد. به‌طور مثال: ویروس‌های حیوانی، ویروس‌های قارچ‌ها، باکتریوفاژها (ویروس‌هایی که میزبان آن‌ها باکتری‌ها می‌باشند)، که شامل پیچیده‌ترین ویروس‌ها می‌باشد. تقسیم‌بندی دیگر بر اساس شکل کپسید (بیشتر مارپیچ یا چند وجهی) یا ساختار ویروس می‌باشد (به‌طور مثال وجود ویا عدم وجود پوشش لیپیدی). اندازه ویروس‌ها از حدوداً 30 nm تا 450 nm می‌باشد. این به معنی می‌باشد که اکثر ویروس‌ها را نمی‌توان با میکروسکوپ نوری مشاهده کرد. شکل و ساختار ویروس‌ها توسط میکروسکوپ الکترونی، طیف‌سنجی NMR و کریستالوگرافی اشعه ایکس مورد مطالعه قرار می‌گیرد.
مفیدترین و گسترده‌ترین روش تقسیم‌بندی ویروس‌ها بر اساس نوع اسید نوکلدیک (ماده ژنتیکی) آن‌ها و نوع همانندسازی و تکثیر آن‌ها در سلول میزبان می‌باشد. این تقسیم‌بندی شامل:
1. DNA ویروس‌ها (به دو دسته DNA ویروس‌های ۲ رشته‌ای و تک رشته‌ای تقسیم می‌شوند)
1. RNA ویروس‌ها (به سه دسته RNA ویروس‌های تک رشته‌ای با پلاریته مثبت، RNA ویروس‌های تک رشته‌ای با پلاریته منفی و گروه خیلی غیرمعمول تر RNA ویروس‌های دو رشته‌ای تقسیم می‌شوند)
2. ویروس‌های رونوشت بردار معکوس (به دو دستهDNA ویروس رونوشت بردار معکوس دو رشته‌ای و RNA ویروس رونوشت بردار معکوس تک رشته که شامل retroviruses می‌باشد، تقسیم می‌شوند)

بر اساس آخرین گزارش کمیته بین‌المللی در طبقه‌بندی ویروس‌ها، ویروس‌ها شامل ۵۴۵۰ ویروس، بیش از ۲۰۰۰ گونه، ۲۸۷ جنس، ۷۳ خانواده و ۳ راسته می‌باشد.
ویروس‌شناس‌ها بر روی ذرات ریزتر و ساده‌تر از ویروس نیز مطالعه می‌کنند، مانند:
1. ویروئیدها (RNA حلقوی لخت که گیاهان را عفونی می‌کند)
2. ستالایت‌ها (مولکول‌های اسید نوکلئیک که همراه یا بدون کپسید می‌باشد که نیاز به یک ویروس دیگر برای همانندسازی و عفونت زایی دارد)
3. پریون‌ها

گونه در ویروس‌شناسی لزوماً وابسته به یک ریشه واصل نیست، , و همچنین روابط تکاملی در ویروس‌های مختلف واضح نمی‌باشد. سه فرضیه در مورد منشأ آن‌ها وجود دارد:
1. ویروس‌ها از مواد غیر زنده به وجود آمده‌اند، به صورت جداگانه و موازی با سلول‌ها.
2. اشکال مساعدتر زندگی سلولی است که به صورت انگل داخلی سلول میزبان شده‌است و پس از آن بیشتر قابلیت‌های خود را از دست داده‌است. از چنین انگل‌هایی می‌توان به پروکاریت‌هایی چون مایکوپلاسما و نانوآرکی‌ها اشاره کرد.
3. ویروس‌ها از عناصر ژنتیکی قابل حمل (مانند ترنسپوزون‌ها، رتروترنسپوزون‌ها ویا پلازمیدها) به وجود آمده‌اند؛ که توسط پروتئین‌های کپسید محصور شده، و توانایی «رهایی» از سلول میزبان و آلوده کردن سلول‌های دیگر را بدست آورده‌است.

mimivirus بسیار مورد توجه قرار می‌گیرد؛ یک ویروس غول پیکر که آمیب را آلوده کرده و بسیار از اجزای مولکولی مرسوم همراه باکتری را کد می‌کند. آیا این یک نسخه ساده از یک انگل پروکاریوتی می‌باشد یا یک ویروس ساده است که ژن‌ها را از میزبان خود بدست آورده‌است؟
تکامل ویروس‌ها اغلب با تکامل میزبان آن‌ها رخ می‌دهد؛ و در رشته تکامل ویروس‌ها مطالعه می‌شود.
در زمانی که ویروس‌ها در حال تکثیر و تکامل هستند، خود را در متابولیسم سلول درگیر نمی‌کنند، حرکت نمی‌کنند و با توجه به سلول میزبان تکثیر میابند. سؤال مورد بحث این است که آیا ویروس‌ها زنده هستند یا خیر؟

## روش‌های انتقال و انتشار ویروس‌ها
ویروس‌های مختلف دارای مکانیزم‌های دقیق و پیچیده‌ای برای ادامه حیات و انتقال از یک میزبان به میزبانی دیگر هستند. روش انتقال یک ویروس از یک میزبان به میزبان دیگر به ماهیت واکنش متقابل بین ویروس و میزبان بستگی دارد. ویروس‌ها به روش‌های مختلفی انتقال می‌یابند، مثلاً انتقال از فردی به فرد دیگر در اثر تماس مستقیم. بیشترین راه‌های انتقال ویروس‌ها توسط قطرات تنفسی، ذرات عفونی معلق در هوا و در تماس جنسی هم به همین صورت است. ویروس‌های گیاهی بیشتر از طریق بند پایان منتقل می‌شوند.

## منشأ تکاملی ویروس‌ها
تکامل ویروس‌ها
ویروس‌ها موجودات غیرزنده‌ای هستند که از مواد ژنتیکی محصورشده در یک پوشش پروتئینی تشکیل شده‌اند. هنگامی که ویروس یک ارگانیسم زنده را آلوده کند، می‌تواند خود را تکثیر کرده و چرخه خود را ادامه دهد.
شما همچنین می‌توانید جدیدترین یافته‌ها در مورد ویروس‌ها را در بیولند بخوانید:
اسکنر ویروس در گوشی‌های هوشمند
پوشش پروتئینی ویروس‌ها را عفونی‌تر کرده و آنها را به بیماری آلزایمر مرتبط می‌کند
اما اگر ویروس فاقد ابزار مناسب برای آلوده کردن ارگانیسم باشد چه اتفاقی می‌افتد؟ چگونه می‌تواند تکثیر شود؟
در یک همکاری بین‌المللی به رهبری دانشمندان دانشگاه کشاورزی و فناوری توکیو (TUAT) در ژاپن، محققان ویروس جدیدی را کشف کردند که ممکن است به پاسخ به این سؤالات کمک کند.
ویروس‌ها به‌طور مداوم تغییر می‌کنند، ترکیب می‌شوند و در گونه‌های مختلف از خودشان از نو ترکیب می‌شوند. آنها عملکرد خود را از دست می‌دهند یا عملکردی به دست می‌آورند یا از بین می‌روند یا از همیشه قوی‌تر می‌شوند.
این فرایند به خصوص در مزارع خوک، که در آن بسیاری از خوک‌ها در محیط‌های کثیف تعامل دارند رخ می‌دهد؛ این یک گزینه ایده‌آل برای تکامل ویروس‌ها است.
این تیم به سرپرستی پروفسور Tetsuya Mizutani، نویسنده این مقاله و مدیر مرکز تحقیقات و آموزش برای پیش‌گیری از بیماری عفونی جهانی حیوانات، TUAT، ویروس منحصر به فردی را در چنین مکانی کشف کردند.
Mizutani گفت:
نوترکیبی در بین خانواده‌های ویروسی مختلف در مزارع خوک در سراسر جهان اتفاق می‌افتد. این ویروس‌های نوترکیب این امکان را دارند که به روش جدیدی با میزبان ارتباط برقرار کنند.
گونه جدید
این مشخص شده‌است که enterovirus G معمولی (EV-G) ایجادکننده اسهال در خوک‌ها است. در این مطالعه، محققان نوع جدید 2 EV-G را در مدفوع خوک‌ها پیدا کردند.
آنها همچنین دریافتند که این EV-G تیپ ۲ جدید احتمالاً نمی‌تواند به تنهایی به یک سلول میزبان حمله کند.
Mizutani گفت:
ویروس نوترکیب ما در این مطالعه فاقد پروتئین ساختاری است. این بدان معنی است که ویروس نوترکیب نمی‌تواند ذرات ویروسی ایجاد کند.
ویروس‌ها برای حمله به یک سلول میزبان زنده باید یک ذره ویروسی ایجاد کنند. بدون آن، آنها نمی‌توانند وارد سلول میزبان شوند و از امکانات آن برای تکثیر خود استفاده کنند.
Mizutani گفت:
این ویروس خاص ممکن است برای دستیابی به سلول میزبان با ویروس کمکی (helper virus) همکاری کند، اما مکانیسم اساسی این فرایند مشخص نیست.
ما ممکن است با سیستم کاملاً جدیدی از تکامل ویروسی روبرو شویم. ما شگفت‌زده هستیم که چگونه این ویروس جدید به وجود آمده‌است، چگونه سلول‌ها را آلوده می‌کند یا چگونه ذره ویروسی ایجاد می‌کند.
کار آینده ما، حل این رمز و راز تکامل ویروسی خواهد بود.
ویروس‌ها از نظر منشأ تکاملی با همدیگر متفاوت هستند. دو تئوری مطرح شده در این مورد به شرح زیر می‌باشد:

### تئوری اول
منشأ ویروس‌ها ممکن است از دی ان ای و آر ان ای یا از هر دو نوع اسید نوکلئیک سلول‌های میزبان باشد که به‌طور خودمختار همانندسازی کرده و روند تکاملی خود را طی نموده‌اند؛ و در واقع ویروس‌ها شبیه ژنهایی هستند که توانایی موجودیت مستقل از سلول را کسب کرده‌اند. توالی ژنی در برخی از ویروس‌ها با ژن‌های سلولی رمزکننده پروتئین‌های عملکردی قرابت دارند. به نظر می‌رسد که حداقل برخی از ویروس‌ها بدین روش، تکامل یافته‌اند.

### تئوری دوم
ویروس‌ها ممکن است اشکال انحطاط یافته انگل‌های داخل سلولی باشند. هیچ گونه مدرکی در دست نیست که نشان دهد ویروس‌ها از باکتری‌ها تکامل یافته‌اند. اما ممکن است منشأ تکاملی ارگانیسم‌های داخل سلولی اجباری نظیر ریکتزیاها و کلامیدیاها، مربوط به باکتری باشد. به هر حال پوکس ویروس‌ها به قدری بزرگ و پیچیده هستند که احتمالاً از تکامل بعضی اجداد سلولی به وجود آمده‌اند.

## تکثیر ویروس‌ها
اسید نوکلئیک هر ویروس فقط تعداد معدودی از ژن‌های لازم برای سنتز ویروس‌های جدید را دارا می‌باشد. این ژن‌ها شامل ژن‌های سازنده اجزای سازنده آنزیم‌های لازم در چرخه زندگی ویروس می‌باشد. برای تکثیر ویروس بایستی ویروس سلول میزبان را مورد حمله قرار داده و اختیار دستگاه متابولیکی آن را به عهده گیرد. در جریان تکثیر ویروسی، یک ذره ویروسی، صدها حتی هزاران ویروس تولید می‌کند. این تغییرات شدید در سلول میزبان، به مرگ آن منجر می‌گردد.